# Greenbuilding
greenbuilding ist eine Fachzeitschrift für den Bereich des nachhaltigen Bauens und Betreibens. Sie erscheint im Fachverlag Schiele & Schön GmbH, Berlin.

## Allgemeines
Die Zeitschrift erscheint sechsmal jährlich und behandelt Themen der „nachhaltigen Planung sowie der Errichtung und des Betriebs von Bauwerken“.
Im Mittelpunkt stehen dabei die ökologische Verträglichkeit, die energetisch und ökonomisch effiziente Planung. Sowohl Lösungen für Neubau als auch für das Bauen im Bestand werden präsentiert. Die Fachzeitschrift richtet sich insbesondere an Architekten, Bauingenieure und die Bau-, Immobilien- und Kommunalwirtschaft.
Sie erscheint seit 2008 und hat eine Druckauflage von ca. 7.300 Exemplaren.